# ビワッシー

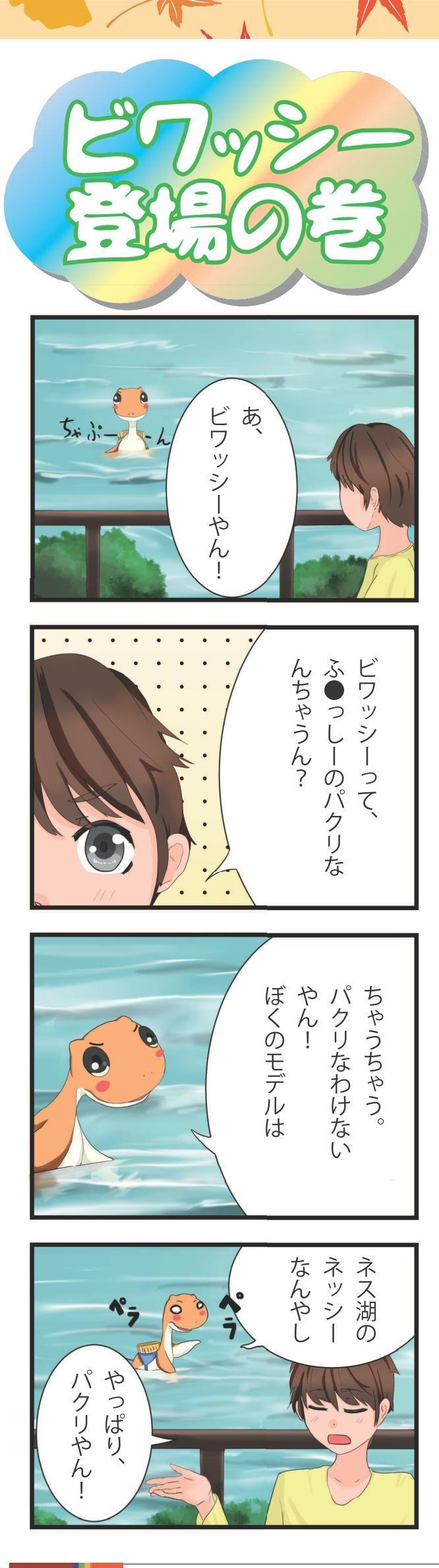
創刊号での4コママンガ。

ビワッシーは、滋賀県の地域情報誌『ウィズハートしが』（自然と人との共生＆人と人とのつながりをすすめる滋賀の情報誌）（2014年10月25日創刊号）公式のオリジナルキャラクターである。
創刊号での4コママンガ『ビワッシー登場の巻』では、某キャラクターのパクリではないかという疑惑に対して真っ向から否定し、自らのモデルを「ネス湖のネッシー」であるとしている。滋賀県湖南地域の関西弁を使って話し、ツイッターのアカウントも持っている。
原作者は現役中学生（2014年現在）の松井丈（まついたけし）。